# Небојша Деветак
Небојша Деветак (Мала Градуса, код Сиска, 21. октобар 1955 — Врбас,  25. октобар 2017) био је српски песник.
Избјегао је из Сиска у Врбас. Доста је писао на тему изгона.

## Награде
- Награда „Златна струна”, за песму „Пред закључаном Богородицом Љевишком”, 1986.
- Награда Фестивала „Смедеревска песничка јесен”, за песму „Смедеревски ћупови”, 1987.
- Награда „Печат вароши сремскокарловачке”, за књигу песама Жуђено војевање, 1995.
- Награда „Станко Симићевић”, за песму „Врбаски ноктурно”, 1998.[4]
- Награда „Милан Ракић”, за књигу песама Боре и бразготине, 2006.
- Змајева награда, за књигу песама Узалуд тражећи, 2009.
- Награда „Србољуб Митић”, за књигу песама Узалуд тражећи, 2009.

## Дела

### Збирке песама
- Пресудна жеђ, 1980.
- И друге болести, 1980.
- Непожељни гости, 1984.
- Заустављена пројекција, 1988.
- Кључаница, 1991.
- Жуђено војевање, 1995.
- Расуло, 1997.
- Кораци без одредишта, избор, 2004.
- Лицем према наличју, изабране и нове псеме, 2004.
- Боре и бразготине, 2005.

### Антологије и избори
- Антологија српског пјесништва у Хрватској двадесетог вијека, 2002,.
- Друмови су наша отаџбина, зборник песама о сеобама, изгнанству и избеглиштву, 2006.